# Svenska mästerskapen i jujutsu 2004
Svenska mästerskapen i ju-jutsu 2004 avgjordes i Varberg den 24 april 2004.
Arrangerande förening var  Varbergs judoklubb. Detta var första gången Varbergs judoklubb stod värd för SM i ju-jutsu. 

## Resultat
| Placering | Namn            | Klubb               |
| --------- | --------------- | ------------------- |
| Guld      | Linda Lindström | Stockholms City JJK |
| Silver    | Jenny Celander  | Hudiksvalls JJK     |
| Brons     | Helena Hugosson | Stockholms JJD      |

| Placering | Namn                     | Klubb       |
| --------- | ------------------------ | ----------- |
| Guld      | Linda Yngvesson          | Nybro KC    |
| Silver    | Jessica Tanzilli Jansson | Gävle JJ    |
| Brons     | Sara Svensson            | JJK Samurai |

| Placering | Namn              | Klubb       |
| --------- | ----------------- | ----------- |
| Guld      | Ida Hansson       | JJK Samurai |
| Silver    | Martina Gramenius | Nacka JJK   |
| Brons     | Maria Edlund      | JJK Samurai |

| Placering | Namn            | Klubb         |
| --------- | --------------- | ------------- |
| Guld      | Patrik Fondin   | Herrjunga JJK |
| Silver    | Jonas Rosell    | Gävle JJ      |
| Brons     | Jacob Björnberg | Nacka JJK     |

| Placering | Namn          | Klubb           |
| --------- | ------------- | --------------- |
| Guld      | Emil Eriksson | Nacka JJK       |
| Silver    | Jan Olsson    | Kraftverket JJA |
| Brons     | Markus Thurén | Kraftverket JJA |

| Placering | Namn           | Klubb                |
| --------- | -------------- | -------------------- |
| Guld      | Johan Ingholt  | Nybro KC             |
| Silver    | Johnny Nilsson | Linköpings Budoklubb |
| Brons     | Marcus Abler   | Nacka JJK            |

| Placering | Namn             | Klubb                |
| --------- | ---------------- | -------------------- |
| Guld      | Ricard Carneborn | Nacka JJK            |
| Silver    | Erik Fredriksson | Sollentuna Budoklubb |
| Brons     | Ricky Carlsson   | Stockholms JJD       |

| Placering | Namn            | Klubb                |
| --------- | --------------- | -------------------- |
| Guld      | Johan Jorup     | Linköpings Budoklubb |
| Silver    | Oskar Körner    | JJK Samurai          |
| Brons     | Micke Arvidsson | Nacka JJK            |

| Placering | Namn         | Klubb           |
| --------- | ------------ | --------------- |
| Guld      | Daniel Taxén | Nacka JJK       |
| Silver    | Ville Ilola  | JJK Samurai     |
| Brons     | Andreas Koch | Kraftverket JJA |

| Placering | Namn                               | Klubb          |
| --------- | ---------------------------------- | -------------- |
| Guld      | Jesper Kedjevåg / Markus Sundström | Växjö JJK      |
| Silver    | Björn Hallstig / Joakim Hallstig   | Umeå Budoklubb |
| Brons     | Jonas Elfving / William Jansson    | Umeå Budoklubb |

| Placering | Namn                            | Klubb          |
| --------- | ------------------------------- | -------------- |
| Guld      | Giselle Medina / Petra Hultgren | Växjö JJK      |
| Silver    | Maria Ekström / Julia Nilsson   | Umeå Budoklubb |

## Medaljfördelning
| Nr | Klubb                | Guld | Silver | Brons | Totalt |
| -- | -------------------- | ---- | ------ | ----- | ------ |
| 1  | Nacka JJK            | 2    | 1      | 3     | 6      |
| 2  | Nybro KC             | 2    | 0      | 0     | 2      |
| 2  | Växjö JJK            | 2    | 0      | 0     | 2      |
| 4  | JJK Samurai          | 1    | 2      | 2     | 5      |
| 5  | Linköpings Budoklubb | 1    | 1      | 0     | 2      |
| 6  | Herrjunga JJK        | 1    | 0      | 0     | 1      |
| 6  | Stockholm City JJK   | 1    | 0      | 0     | 1      |
| 8  | Umeå Budoklubb       | 0    | 2      | 1     | 3      |
| 9  | Gävle JJ             | 0    | 2      | 0     | 2      |
| 10 | Kraftverket JJA      | 0    | 1      | 2     | 3      |
| 11 | Hudiksvalls JJK      | 0    | 1      | 0     | 1      |
| 11 | Sollentuna Budoklubb | 0    | 1      | 0     | 1      |
| 13 | Stockholms JJD       | 0    | 0      | 2     | 2      |